# SV Arminia Hannover
Der SV Arminia Hannover (offiziell: Sportverein Arminia e. V. Hannover) ist ein Sportverein mit einer großen Fußballabteilung in Hannover. Der Verein wurde am 1. Mai 1910 gegründet und hat etwa 970 Mitglieder in den Abteilungen Fußball, Futsal, American Football, Inline-Skaterhockey, Tischtennis, Darts und Poker. Die Vereinsfarben sind Grün-Weiß-Grün.
Die erste Fußballmannschaft spielt seit dem Abstieg im Jahr 2025 in der sechstklassigen Landesliga Hannover. In den 1920er und 1930er Jahren nahm Arminia dreimal an der Endrunde um die deutsche Meisterschaft teil und spielte anschließend in der erstklassigen Gauliga Niedersachsen bzw. Oberliga Nord. 1967 und 1968 scheiterte die Mannschaft in der Aufstiegsrunde zur Bundesliga, in den 1970er Jahren spielte Arminia vier Jahre in der 2. Bundesliga Nord.
Spielstätte ist das Rudolf-Kalweit-Stadion am Bischofsholer Damm im Stadtteil Bult. Die Spieler von Arminia sind entgegen den Vereinsfarben als die „Blauen“ bekannt, was mit einer verbandstechnischen Besonderheit aus der Frühzeit des deutschen Fußballs zusammenhängt.

## Geschichte

### Frühe Jahre (1910 bis 1933)
| Saison            | Liga                                     | Level                                    | Platz                                    | Tore                                     | Punkte                                   |
| ----------------- | ---------------------------------------- | ---------------------------------------- | ---------------------------------------- | ---------------------------------------- | ---------------------------------------- |
| 1919/20           | Bezirksliga Hannover                     | I                                        | 1.                                       | 58:10                                    | 24:02                                    |
| 1920/21           | Südkreisliga                             | I                                        | 5.                                       | 54:36                                    | 20:16                                    |
| 1921/22           | Südkreisliga, St. 1                      | I                                        | 1.                                       | 56:26                                    | 25:07                                    |
| 1922/23           | Südkreisliga, St. 1                      | I                                        | 1.                                       | 65:12                                    | 25:03                                    |
| 1923/24           | Südkreisliga, St. 1                      | I                                        | 1.                                       | 92:07                                    | 28:0                                     |
| 1924/25           | Südkreisliga, St. 1                      | I                                        | 1.                                       | 53:15                                    | 26:02                                    |
| 1925/26           | Südkreisliga, St. 1                      | I                                        | 1.                                       | 68:25                                    | 23:05                                    |
| 1926/27           | Südkreisliga, St. 1                      | I                                        | 2.                                       | 47:38                                    | 18:10                                    |
| 1927/28           | Südkreisliga, St. 1                      | I                                        | 2.                                       | 60:25                                    | 21:07                                    |
| 1928/29           | Ausgefallen wegen der Fußball-Revolution | Ausgefallen wegen der Fußball-Revolution | Ausgefallen wegen der Fußball-Revolution | Ausgefallen wegen der Fußball-Revolution | Ausgefallen wegen der Fußball-Revolution |
| 1929/30           | Oberliga Südhannover-BS                  | I                                        | 2.                                       | 61:24                                    | 28:08                                    |
| 1930/31           | Oberliga Südhannover-BS                  | I                                        | 1.                                       | 79:26                                    | 29:03                                    |
| 1931/32           | Oberliga Südhannover-BS                  | I                                        | 1.                                       | 63:26                                    | 26:06                                    |
| 1932/33           | Oberliga Südhannover-BS                  | I                                        | 1.                                       | 57:19                                    | 26:06                                    |
| BS = Braunschweig |                                          |                                          |                                          |                                          |                                          |

Blick von der Waterloosäule auf den Platz um 1900

Am 1. Mai 1910 gründeten ein Dutzend Schüler höherer Lehranstalten, Kaufmannslehrlinge und Handlungsgehilfen zu Füßen der Waterloosäule den FC Arminia Hannover. Dieser spielte für zwei Jahre am Waterlooplatz, ehe der Verein den so genannten „Schwarzen Platz“ auf der Kleinen Bult, den Exerzierplatz des Ulanenregiments, bezog. Im gleichen Jahr trat der Verein dem Norddeutschen Fußball-Verband bei. Zu jener Zeit gab es in Hannover die Regelung, dass jede Trikotfarbe nur von einem Verein getragen werden durfte. Das von Arminia bevorzugte Grün war damals an den Fußsportverein 1897, einen Vorläufer des heutigen HSC, vergeben. Arminia spielte zunächst in „Silbergrau“ mit den Buchstaben „FCA“ für FC Arminia auf der Brust. 1913 wurde nach der Fusion des Hannoverschen Fußball-Clubs von 1896 und des BV Hannovera 1898 zum Hannoverscher Sportverein von 1896 die Spielfarbe Blau des BV Hannovera frei, um die sich Arminia erfolgreich bewarb und in der man bis heute spielt.
Im Jahr 1915 stieg der Verein in die hannoversche Stadtliga auf und sicherte sich durch einen 3:2-Sieg über den Lokalrivalen Eintracht auf Anhieb die Meisterschaft. Am 23. August 1918 fusionierte Arminia mit dem Rugby spielenden SV Merkur 1898 zum SV Arminia-Merkur von 1898 Hannover. Merkur brachte den zum Stadion ausgebauten Platz am Bischofsholer Damm in die Fusion ein, der seitdem Arminias Heimat ist. Im Februar 1920 wurde aus dem SV Arminia-Merkur wieder der SV Arminia. Im Jahr 1920 zog Arminia erstmals in die Endrunde um die norddeutsche Meisterschaft ein und erreichte nach 3:1-Siegen über den Geestemünder SC und ABTS Bremen das Endspiel.
Dort gelang Arminia ein 2:1-Sieg nach Verlängerung über Borussia Harburg. Eine Anekdote besagt, dass die Harburger dabei von einem Flugzeug irritiert wurden, welches während der Verlängerung das Spielfeld überflog. Erstmals ging der norddeutsche Meistertitel nach Hannover. Im Viertelfinale der deutschen Meisterschaft scheiterten die „Blauen“ mit 1:2 nach Verlängerung am Außenseiter Titania Stettin. Zur tragischen Figur wurde der spätere Nationalspieler Eduard Wolpers, der beim Stand von 1:1 einen Elfmeter vergab. Trotz des Scheiterns stieg Arminia zur lokalen Nummer eins auf und lockte seine Anhänger auf ungewöhnliche Weise ins Stadion. Anstatt Plakate aufzuhängen, wurde an den Spieltagen am innenstädtischen Kröpcke die Vereinsfahne gehisst.
Bis auf die Saison 1926/27 nahm Arminia Jahr für Jahr an der norddeutschen Meisterschaft teil, stand aber dort meist im Schatten der Hamburger Vereine. Erst im Jahr 1930 spielte die Mannschaft wieder um die deutsche Meisterschaft; am letzten Spieltag sicherte sie sich durch einen 5:1-Sieg über den Hamburger SV die norddeutsche Vizemeisterschaft. Im Achtelfinale auf Reichsebene mussten sich die „Blauen“ im neutralen Bochum dem Emporkömmling Schalke 04 mit 2:6 beugen.
Drei Jahre später konnten sich die Arminen zum dritten Mal für die deutsche Meisterschaft qualifizieren. Unter dem englischen Trainer William Townley wurden die „Bischofsholer“ nach einem 3:0-Entscheidungsspielsieg gegen den Eimsbütteler TV erneut norddeutscher Vizemeister. Auf Reichsebene gelang im Achtelfinale ein sensationeller 2:1-Sieg nach Verlängerung beim Dresdner SC. Im Viertelfinale schieden die Arminen nach einer 0:3-Niederlage gegen den späteren Meister Fortuna Düsseldorf aus.

### Arminia in der Zeit des Nationalsozialismus (1933 bis 1945)
| Saison            | Liga                      | Level | Platz       | Tore        | Punkte      |
| ----------------- | ------------------------- | ----- | ----------- | ----------- | ----------- |
| 1933/34           | Gauliga Niedersachsen     | I     | 2.          | 56:31       | 27:09       |
| 1934/35           | Gauliga Niedersachsen     | I     | 4.          | 61:41       | 24:16       |
| 1935/36           | Gauliga Niedersachsen     | I     | 6.          | 43:38       | 22:18       |
| 1936/37           | Gauliga Niedersachsen     | I     | 2.          | 42:29       | 26:10       |
| 1937/38           | Gauliga Niedersachsen     | I     | 5.          | 30:33       | 19:17       |
| 1938/39           | Gauliga Niedersachsen     | I     | 9.          | 21:39       | 12:24       |
| 1939/40           | Gauliga Niedersachsen-Süd | I     | 3.          | 24:23       | 11:09       |
| 1940/41           | Gauliga Niedersachsen-Süd | I     | 3.          | 21:31       | 10:10       |
| 1941/42           | Gauliga Niedersachsen-Süd | I     | 5.          | 35:29       | 09:11       |
| 1942/43           | Gauliga Südhannover-BS    | I     | 3.          | 62:39       | 23:11       |
| 1943/44           | Gauliga Südhannover-BS    | I     | 4.          | 61:30       | 20:16       |
| 1944/45           | Gauliga Hannover          | I     | abgebrochen | abgebrochen | abgebrochen |
| BS = Braunschweig |                           |       |             |             |             |

Nach der Machtübernahme von Adolf Hitler geriet Arminia sportlich in den Schatten des Lokalrivalen 96. Zwar standen beide Vereine dem neuen Regime nicht ablehnend gegenüber, dennoch profitierten die 96er von engeren persönlichen Kontakten zu den Parteifunktionären. Sportlich gehörten die „Blauen“ zu den Gründungsmitgliedern der neu eingerichteten Gauliga Niedersachsen, wo die Mannschaft in der ersten Spielzeit die Meisterschaft nur aufgrund des schlechteren Torquotienten gegenüber Werder Bremen verpasste. Drei Jahre später errang Arminia erneut die Vizemeisterschaft.
Als Lokalrivale 96 im Jahr 1938 die deutsche Meisterschaft gewann, befanden sich die Arminen auf sportlicher Talfahrt. Sportlich waren die „Bischofsholer“ in der Saison 1938/39 unter Trainer Fritz Pölsterl aufgrund des schlechteren Torquotienten gegenüber dem MSV Lüneburg abgestiegen, ehe eine Entscheidung am Grünen Tisch für den Klassenerhalt sorgte. Zum Spiel der Arminia beim ASV Blumenthal war kein Schiedsrichter erschienen. Die Vereine trugen ein Freundschaftsspiel aus, welches Blumenthal mit 4:0 gewann. Plötzlich sollte das Spiel mit diesem Ergebnis gewertet werden, wogegen die Hannoveraner protestierten. Es wurde ein Wiederholungsspiel angesetzt, gegen das die Blumenthaler protestierten. Schließlich entschied das Reichsfachamt Fußball, dass das Spiel nicht wiederholt wird und dass Arminia nicht absteigt. Bis zum Ende des Zweiten Weltkriegs kam Arminia nicht mehr über Mittelfeldpositionen hinaus. Einer der wenigen Höhepunkte dieser Zeit war ein 11:1-Derbysieg über Hannover 96 in der Saison 1943/44.

### Fahrstuhljahre nach dem Krieg (1945 bis 1963)
| Saison                | Liga                       | Level | Platz | Tore   | Punkte |
| --------------------- | -------------------------- | ----- | ----- | ------ | ------ |
| 1945/46               | Oberliga Niedersachsen-Süd | I     | 04.   | 029:13 | 11:07  |
| 1946/47               | Oberliga Niedersachsen-Süd | I     | 02.   | 085:34 | 33:07  |
| 1947/48               | Oberliga Nord              | I     | 06.   | 035:44 | 21:23  |
| 1948/49               | Oberliga Nord              | I     | 10.   | 033:50 | 16:28  |
| 1949/50               | Oberliga Nord              | I     | 12.   | 038:44 | 27:33  |
| 1950/51               | Oberliga Nord              | I     | 13.   | 063:69 | 27:37  |
| 1951/52               | Oberliga Nord              | I     | 09.   | 067:72 | 30:30  |
| 1952/53               | Oberliga Nord              | I     | 12.   | 051:62 | 27:33  |
| 1953/54               | Oberliga Nord              | I     | 06.   | 078:77 | 29:31  |
| 1954/55               | Oberliga Nord              | I     | 12.   | 050:60 | 24:36  |
| 1955/56               | Oberliga Nord              | I     | 03.   | 046:39 | 37:23  |
| 1956/57               | Oberliga Nord              | I     | 15.   | 039:48 | 23:37  |
| 1957/58               | AOL Niedersachsen-West     | II    | 01.   | 085:23 | 51:09  |
| 1958/59               | AOL Niedersachsen-Ost      | II    | 01.   | 086:31 | 47:13  |
| 1959/60               | AOL Niedersachsen-Ost      | II    | 02.   | 068:31 | 44:20  |
| 1960/61               | AOL Niedersachsen-West     | II    | 01.   | 087:43 | 45:15  |
| 1961/62               | AOL Niedersachsen-West     | II    | 01.   | 124:27 | 50:10  |
| 1962/63               | Oberliga Nord              | I     | 09.   | 057:59 | 38:34  |
| AOL = Amateuroberliga |                            |       |       |        |        |

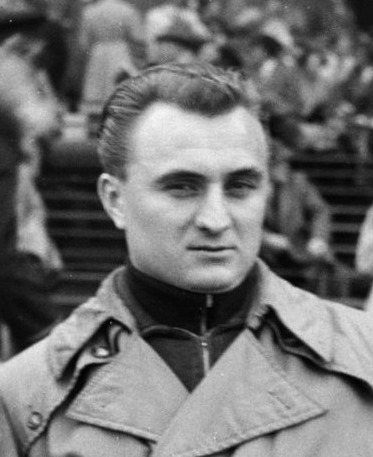
Josef Posipal

Am 2. Oktober 1945 wurde der SV Arminia aufgelöst und als SV Bischofshol neu gegründet. Schon im Dezember des gleichen Jahres wurde der alte Name wieder angenommen. Verstärkt durch einige Spieler aus Berlin wie Fritz Apel qualifizierte sich die Mannschaft 1947 für die neu geschaffene erstklassige Oberliga Nord. Gleich in der ersten Spielzeit erreichten die Arminen um den späteren Weltmeister Josef Posipal den sechsten Platz, während die 96er absteigen mussten. Die Hoffnung auf einen Machtwechsel in der Stadt erfüllte sich für Arminia nicht, da 96 zur Saison 1949/50 kampflos in die Oberliga zurückkehrte.
Arminia kam sportlich nicht über Mittelfeldplätze hinaus. Größter Tag dieser Ära war ein 10:2-Sieg über den Hamburger SV auf schneebedecktem Boden. Am Saisonende wurde Fritz Apel gemeinsam mit Werner Heitkamp vom FC St. Pauli mit 21 Saisontoren Torschützenkönig der Oberliga Nord. Nachdem sich die „Blauen“ in der folgenden Spielzeit 1954/55 nur durch einen 6:1-Sieg über St. Pauli in der Oberliga hatten halten können, verpasste die Mannschaft ein Jahr später die Vizemeisterschaft nur um einen Punkt. Im Jahr 1957 folgte dann der Abstieg aus der Oberliga. Am letzten Spieltag führten die Arminen gegen den direkten Konkurrenten VfL Wolfsburg zur Halbzeit mit 2:0, doch die Mannschaft verlor noch mit 2:5.
Als Meister der Amateuroberliga Niedersachsen-West, wobei unter anderem ein 10:0-Sieg über Falke Steinfeld gelang, qualifizierte sich Arminia für die Aufstiegsrunde, in der die Mannschaft jedoch chancenlos war. 1959 fehlte in der Oberliga-Aufstiegsrunde nur ein Punkt auf Eintracht Osnabrück. Dafür erreichten die „Blauen“ das Endspiel um die deutsche Amateurmeisterschaft, welches im neutralen Offenburg mit 2:3 gegen den FC Singen 04 verloren wurde. Im Jahr 1961 verpasste die Mannschaft spektakulär die Niedersachsenmeisterschaft; einer 1:5-Niederlage bei Leu Braunschweig folgte ein 7:4-Sieg auf eigenen Platz. In der Oberliga-Aufstiegsrunde erzwangen die Hannoveraner am letzten Spieltag durch einen 5:1-Sieg über den direkten Konkurrenten Bremer SV ein Entscheidungsspiel, welches die Bremer mit 4:1 für sich entschieden.
Ein Jahr später gelang schließlich der Oberligaaufstieg. Schon in der Amateuroberligasaison zeigte sich die Mannschaft mit 124 erzielten Treffern torhungrig. Kickers Emden wurde beispielsweise mit 14:0 bezwungen. In der Aufstiegsrunde blieben die „Blauen“ ohne Punktverlust und stiegen auf. Am 11. November 1962 konnte Arminia 62.000 Zuschauer beim Heimspiel gegen den Hamburger SV im Niedersachsenstadion begrüßen.

### Regionalligajahre (1963 bis 1974)
| Saison  | Liga              | Level | Platz | Tore  | Punkte |
| ------- | ----------------- | ----- | ----- | ----- | ------ |
| 1963/64 | Regionalliga Nord | II    | 03.   | 73:44 | 45:23  |
| 1964/65 | Regionalliga Nord | II    | 04.   | 76:49 | 40:24  |
| 1965/66 | Regionalliga Nord | II    | 06.   | 67:49 | 35:29  |
| 1966/67 | Regionalliga Nord | II    | 01.   | 78:28 | 47:17  |
| 1967/68 | Regionalliga Nord | II    | 01.   | 64:25 | 44:20  |
| 1968/69 | Regionalliga Nord | II    | 05.   | 51:35 | 38:26  |
| 1969/70 | Regionalliga Nord | II    | 08.   | 53:51 | 33:31  |
| 1970/71 | Regionalliga Nord | II    | 14.   | 46:61 | 28:40  |
| 1971/72 | Regionalliga Nord | II    | 14.   | 43:51 | 28:40  |
| 1972/73 | Regionalliga Nord | II    | 09.   | 48:41 | 34:34  |
| 1973/74 | Regionalliga Nord | II    | 09.   | 57:59 | 38:34  |

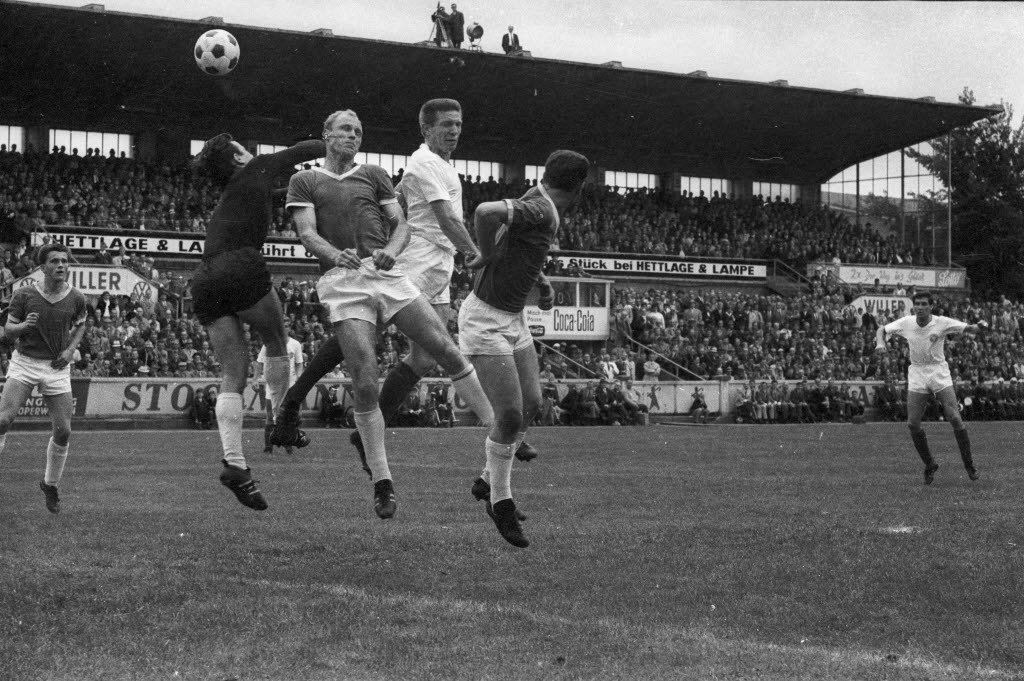
Regionalligaspiel Holstein Kiel – Arminia Hannover, Endstand 3:1, 30. August 1964

Ab 1963 gehörte Arminia der zweitklassigen Regionalliga Nord an. Dort belegte die Mannschaft in der Auftaktsaison unter dem erst 31-jährigen Trainer Horst Witzler den dritten Platz. Weil der Verein mit rund 200.000 Mark verschuldet war, musste Arminia Leistungsträger wie den späteren Nationalspieler Lothar Ulsaß ziehen lassen. Trotzdem blieben die „Blauen“ im vorderen Drittel der Liga und konnten in der Saison 1964/65 einen 10:0-Sieg über Rasensport Harburg feiern.
Ein Jahr später investierte der Vereinsvorsitzende Paul Georg Berghoff kräftig in die Mannschaft und gab die Parole „Entweder wir werden Meister – oder wir geben die Lizenz zurück“ aus. Durch ein 0:0 am letzten Spieltag gegen St. Pauli wurde Arminia Meister, verpasste aber von Verletzungen gebeutelt den Aufstieg. Während der folgenden Spielzeit 1967/68 kam man zunächst aufgrund interner Querelen nicht in Gang. Erst als diese Turbulenzen beseitigt waren, kehrte die Mannschaft zu ihrer Form zurück und sicherte sich durch einen 2:0-Sieg über den VfB Oldenburg die erneute Meisterschaft. Kurios dabei war, dass Arminia am letzten Spieltag erstmals Tabellenführer wurde.
Auch im zweiten Anlauf klappte es nicht mit dem Bundesliga-Aufstieg. Die offensiv harmlose Mannschaft wurde Tabellenletzter und in der Presse als Sturm der Hasenfüße verspottet. Im Oktober 1968 verstarb Präsident Berghoff, und die Mannschaft rutschte erneut ins Mittelmaß hinab. Drei Jahre später tauchten Gerüchte auf, wonach die Vereinsführung einen Rückzug aus der Regionalliga plane. Ab 1971 wurde Arminia zusätzlich vom Emporkömmling OSV Hannover bedrängt. 1974 verpassten die „Blauen“ die neu eingeführte 2. Bundesliga, für deren Einführung sich die Verantwortlichen Arminias jahrelang eingesetzt hatten.

### In die 2. Bundesliga und zurück (1974 bis 1982)
| Saison  | Liga               | Level | Platz | Tore  | Punkte |
| ------- | ------------------ | ----- | ----- | ----- | ------ |
| 1974/75 | Oberliga Nord      | III   | 2.    | 92:42 | 50:18  |
| 1975/76 | Oberliga Nord      | III   | 1.    | 81:42 | 50:18  |
| 1976/77 | 2. Bundesliga Nord | II    | 13.   | 64:62 | 38:38  |
| 1977/78 | 2. Bundesliga Nord | II    | 15.   | 63:78 | 34:42  |
| 1978/79 | 2. Bundesliga Nord | II    | 12.   | 56:65 | 36:40  |
| 1979/80 | 2. Bundesliga Nord | II    | 19.   | 40:92 | 17:59  |
| 1980/81 | Oberliga Nord      | III   | 11.   | 55:65 | 33:35  |
| 1981/82 | Oberliga Nord      | III   | 2.    | 72:48 | 47:21  |

Unter Führung des neuen Vorsitzenden Otto Höxtermann wollte Arminia der Drittklassigkeit entfliehen. Vom OSV wurde Trainer Gerd Bohnsack abgeworben und für den Sturm Karl-Heinz Mrosko verpflichtet. Nach einem spannenden Titelrennen wurde Arminia Vizemeister hinter dem VfB Oldenburg, scheiterte jedoch in der Aufstiegsrunde zur 2. Bundesliga an Bayer 04 Leverkusen und Union Solingen. Ein Jahr später waren die „Blauen“ erfolgreicher. Nach der Meisterschaft in der Oberliga Nord gelang nach einem 6:0-Sieg über Union 06 Berlin der Aufstieg.
Nun wollten die Bischofsholer die lokale Führungsposition von 96 übernehmen. Die Mannschaft kam jedoch nicht über Positionen im unteren Tabellendrittel hinaus. Nachdem sie sich in der Saison 1977/78 durch ein 1:1 gegen Preußen Münster vor dem Abstieg hatte retten können, erreichten die „Blauen“ ein Jahr später ihren sportlichen Zenit. Mit Rang 12 konnte Arminia zum bislang letzten Mal eine bessere Abschlussplatzierung verbuchen als die 96er. Es folgte jedoch der Abstieg; drei Trainerwechsel während der Saison und chaotische Zustände im Vorstand sorgten für eine sportliche Talfahrt. Am vorletzten Spieltag verlor Arminia beim Namensvetter aus Bielefeld mit 0:11 – dies ist bis heute die höchste Niederlage in der Geschichte der 2. Bundesliga. Der mit 1,1 Millionen Mark verschuldete Verein stand vor einer ungewissen Zukunft.
In der folgenden Oberligasaison musste Arminia erneut um den Klassenerhalt zittern. 1982 wurden die „Blauen“ Vizemeister hinter den Amateuren von Werder Bremen und zogen in die Aufstiegsrunde zur 2. Bundesliga ein. Am letzten Spieltag vergab Arminia durch eine 1:5-Niederlage gegen den BV Lüttringhausen im neutralen Münster den Aufstieg, da der TuS Schloß Neuhaus mit einem 1:1 gegen Tennis Borussia Berlin an den Bischofsholern vorbeizog.

### Schleichender Niedergang (1982 bis 1997)
| Saison      | Liga                       | Level | Platz | Tore  | Punkte |
| ----------- | -------------------------- | ----- | ----- | ----- | ------ |
| 1982/83     | Oberliga Nord              | III   | 09.   | 67:53 | 33:35  |
| 1983/84     | Oberliga Nord              | III   | 08.   | 74:79 | 35:33  |
| 1984/85     | Oberliga Nord              | III   | 06.   | 67:70 | 38:30  |
| 1985/86     | Oberliga Nord              | III   | 09.   | 62:70 | 32:36  |
| 1986/87     | Oberliga Nord              | III   | 02.   | 57:41 | 44:20  |
| 1987/88     | Oberliga Nord              | III   | 13.   | 45:61 | 26:42  |
| 1988/89     | Oberliga Nord              | III   | 11.   | 68:63 | 33:35  |
| 1989/90     | Oberliga Nord              | III   | 13.   | 52:72 | 28:40  |
| 1990/91     | Oberliga Nord              | III   | 18.   | 43:78 | 21:47  |
| 1991/92     | Verbandsliga Niedersachsen | IV    | 08.   | 48:46 | 31:33  |
| 1992/93     | Verbandsliga Niedersachsen | IV    | 10.   | 63:64 | 33:39  |
| 1993/94     | Verbandsliga Niedersachsen | IV    | 13.   | 49:58 | 33:39  |
| 1994/95     | Oberliga Niedersachsen/HB  | IV    | 08.   | 43:39 | 28:32  |
| 1995/96     | Oberliga Niedersachsen/HB  | IV    | 11.   | 43:66 | 38     |
| 1996/97     | Oberliga Niedersachsen/HB  | IV    | 02.   | 53:34 | 51     |
| HB = Bremen |                            |       |       |       |        |

Während der 1980er Jahre fiel Arminia mehr durch vereinsinterne Querelen denn durch sportliche Erfolge auf. Sie versank zunehmend im Mittelfeld der Oberliga Nord, und auch die Zuschauerzahlen gingen stetig zurück. 1987 kam es zu einer erneuten Vizemeisterschaft, diesmal hinter dem SV Meppen. In der Aufstiegsrunde gelang nur ein Sieg, als die SpVgg Erkenschwick mit 3:0 besiegt wurde.
Nach dem verpassten Aufstieg gerieten die „Blauen“ in Abstiegsgefahr. Zu den wenigen sportlichen Höhepunkten dieser Zeit geriet die DFB-Pokalsaison 1989/90, in der zunächst der Bundesligist FC 08 Homburg mit 2:1 bezwungen wurde und in der zweiten Runde mit einem 2:4 gegen den 1. FC Köln das Aus kam. Ein Jahr später stieg der inzwischen mit 1,5 Millionen Mark verschuldete Verein als Tabellenletzter in die Verbandsliga Niedersachsen ab.
1994 qualifizierte sich die Mannschaft für die neu geschaffene Oberliga Niedersachsen/Bremen, in der sich die Mannschaft erst mit einer starken Rückrunde den Klassenerhalt sicherte. Durch den Regionalligaaufstieg der Sportfreunde Ricklingen war Arminia ab 1996 nur noch die sportliche Nummer drei der Stadt. Unter dem neuen Trainer Rainer Behrends wurden die „Blauen“ 1997 Oberligavizemeister hinter Eintracht Nordhorn. In den Relegationsspielen um den Regionalligaaufstieg setzte sich die Mannschaft gegen den Heider SV durch und war wieder drittklassig.

### Von der Regional- in die Landesliga (1997 bis 2011)
| Saison                     | Liga                     | Level | Platz | Tore   | Punkte |
| -------------------------- | ------------------------ | ----- | ----- | ------ | ------ |
| 1997/98                    | Regionalliga Nord        | III   | 06.   | 65:45  | 56     |
| 1998/99                    | Regionalliga Nord        | III   | 13.   | 37:42  | 43     |
| 1999/2000                  | Regionalliga Nord        | III   | 10.   | 53:51  | 41     |
| 2000/01                    | OL Niedersachsen/HB      | IV    | 03.   | 077:36 | 64     |
| 2001/02                    | OL Niedersachsen/HB      | IV    | 11.   | 056:57 | 47     |
| 2002/03                    | OL Niedersachsen/HB      | IV    | 07.   | 070:48 | 59     |
| 2003/04                    | OL Niedersachsen/HB      | IV    | 07.   | 070:58 | 58     |
| 2004/05                    | Oberliga Nord            | IV    | 09.   | 042:50 | 49     |
| 2005/06                    | Oberliga Nord            | IV    | 09.   | 063:64 | 45     |
| 2006/07                    | Oberliga Nord            | IV    | 15.   | 034:50 | 35     |
| 2007/08                    | Niedersachsenliga West   | V     | 07.   | 052:38 | 46     |
| 2008/09                    | Oberliga Niedersachsen   | V     | 14.   | 057:81 | 35     |
| 2009/10                    | Bezirksoberliga Hannover | VI    | 01.   | 102:40 | 70     |
| 2010/11                    | Oberliga Niedersachsen   | V     | 15.   | 049:72 | 45     |
| OL = Oberliga, HB = Bremen |                          |       |       |        |        |

Dort traf Arminia wieder auf den Lokalrivalen 96, bei dem Arminia in der Rückrunde vor 9.925 Zuschauern zu einem 4:3-Sieg kam. Markus Erdmann wurde mit 34 Saisontoren Torschützenkönig der Regionalliga Nord und hatte großen Anteil am sechsten Platz. Schon in der nächsten Saison fand sich das Team im Abstiegskampf wieder und verpasste im Jahr 2000 die zweigleisige Regionalliga.
Zurück in der Oberliga Niedersachsen/Bremen verpasste die Mannschaft die Meisterschaft nur knapp. Drei Punkte betrug der Rückstand auf Meister 1. SC Göttingen 05. Während sich der Verein finanziell erholte, rutschte Arminia sportlich ins Mittelmaß ab. Dennoch konnte sie sich 2004 für die wieder eingeführte eingleisige Oberliga Nord qualifizieren. Auch dort kam die Mannschaft nicht über Mittelfeldpositionen hinaus.
Am 15. Mai 2007 stellte der Vereinsvorstand beim Amtsgericht Hannover einen Insolvenzantrag. Dieser wurde im Juli zurückgezogen, da es Verein und Insolvenzverwalter gelang, die Gläubiger zu einem Verzicht oder Vergleich zu bewegen und somit den Verein zu entschulden. Der SV Arminia erhielt jedoch keine Lizenz für die Saison 2007/08 und stieg deshalb in die Niedersachsenliga West ab, die 2008 in Oberliga Niedersachsen umbenannt wurde. Als Tabellenvierzehnter stiegen die „Blauen“ aufgrund einer Ligenverkleinerung in die sechstklassige Bezirksoberliga Hannover ab.
Dort wurde die Mannschaft auf Anhieb Meister, musste jedoch aufgrund der Zusammenlegung der beiden Oberligastaffeln noch eine Relegationsrunde bestreiten. Durch einen 2:1-Sieg am letzten Spieltag gegen den SC Langenhagen schaffte Arminia den sofortigen Wiederaufstieg. Da die Oberliga Niedersachsen zur Saison 2011/12 von 20 auf 18 Mannschaften verkleinert wurde, mussten am Saisonende sechs Mannschaften absteigen. Die Arminen wurden Sechstletzter und hofften vergeblich auf Lizenzentzüge für andere Vereine. Da Kickers Emden erst in letzter Sekunde die Lizenz erteilt bekam und nur ein halbes Jahr später Insolvenz anmelden musste, verklagten die Hannoveraner den Verband.

### Gegenwart (seit 2011)
| Saison                                                   | Liga                | Level | Platz | Tore   | Punkte       |              |
| -------------------------------------------------------- | ------------------- | ----- | ----- | ------ | ------------ | ------------ |
| 2011/12                                                  | Landesliga Hannover | VI    | 06.   | 080:45 | 58           |              |
| 2012/13                                                  | Landesliga Hannover | VI    | 03.   | 074:39 | 61           |              |
| 2013/14                                                  | Landesliga Hannover | VI    | 01.   | 091:23 | 74           |              |
| 2014/15                                                  | OL Niedersachsen    | V     | 10.   | 047:50 | 44           |              |
| 2015/16                                                  | OL Niedersachsen    | V     | 10.   | 052:50 | 41           |              |
| 2016/17                                                  | OL Niedersachsen    | V     | 11.   | 047:44 | 37           |              |
| 2017/18                                                  | OL Niedersachsen    | V     | 07.   | 055:44 | 46           |              |
| 2018/19                                                  | OL Niedersachsen    | V     | 06.   | 052:46 | 45           |              |
| 2019/20                                                  | OL Niedersachsen    | V     | 11.   | 029:36 | abgebrochenC | abgebrochenC |
| 2020/21                                                  | OL Niedersachsen    | V     | –     | –      | annulliertC  | annulliertC  |
| 2021/22                                                  | OL Niedersachsen    | V     | 09.   | 024:53 | 14           |              |
| 2022/23                                                  | OL Niedersachsen    | V     | 11.   | 058:65 | 43           |              |
| 2023/24                                                  | OL Niedersachsen    | V     | 14.   | 041:63 | 31           |              |
| 2024/25                                                  | OL Niedersachsen    | V     | 17.   | 036:46 | 35           |              |
| OL = Oberliga, C = Saisonabbruch wegen COVID-19-Pandemie |                     |       |       |        |              |              |

Mit der Meisterschaft in der Landesliga Hannover in der Saison 2013/14 gelang dann jedoch sportlich die Rückkehr in die Oberliga Niedersachsen. Zwei Jahre später rettete sich die Arminia erst am letzten Spieltag mit einem 2:1-Sieg über Eintracht Northeim. Anschließend konnte sich die Arminia in der Oberliga Niedersachsen etablieren und erreichte in der Spielzeit 2018/19 den sechsten Platz. In den folgenden Jahren rutschten die Arminen immer weiter ab und musste am Ende der Saison 2024/25 als Vorletzter wieder in die Landesliga Hannover absteigen.

## Erfolge
- Norddeutscher Fußballmeister 1920
- Meister der Regionalliga Nord 1967, 1968
- Meister der Oberliga Nord 1976
- Niedersachsenmeister 1959, 1962

## Persönlichkeiten
| - Bruno Akrapović (1988–1990) - Fritz Apel (1947–1955) - Karl-Heinz Borutta (1958–1969) - Michael Bürgel (1981–1982) - Dame Diouf (2007) - Justus Eccarius (1951–1955) - Gerhard Elfert (bis 1965) - Markus Erdmann (1997–2003) - Martin Giesel (1979–1983) - Michael Gue (1981–1984) |  | - Paul Janke (2009–2011) - Karl-Heinz Mrosko (1974–1979 als Spieler; 1983–1985 und 1989–1990 als Trainer) - Werner Olk (1956–1960) - Jupp Posipal (1946–1949) - Oliver Stoecking (1989–1990, 1992–1994) - Joachim Thimm (1957–1961) - Lothar Ulsaß (1960–1964) - Dennis Weiland (1998–1999, 2009–2010) - Eduard Wolpers (1920–1940) - Klaus Wunder (1969–1971) |

## Weitere Mannschaften

### Zweite Mannschaft
Die erfolgreichste Zeit der zweiten Mannschaft von Arminia Hannover begann mit dem Aufstieg in die Amateuroberliga Niedersachsen im Jahr 1963. Ein Jahr später gelang die Qualifikation für die drittklassige Landesliga Niedersachsen. Dort belegte die Mannschaft in der Saison 1967/68 den dritten Platz hinter dem SV Meppen und dem VfV Hildesheim, sie qualifizierte sich damit für die deutsche Amateurmeisterschaft. Im Achtelfinale konnten sich die Arminen gegen den 1. FC Pforzheim durchsetzen, bevor sie im Viertelfinale an Marathon Remscheid scheiterten.
Ein Jahr später wurden Arminias Amateure Vizemeister der Landesliga hinter Leu Braunschweig und nahmen erneut an der Amateurmeisterschaft teil. Im Achtelfinale setzten sich die „Blauen“ gegen den VfL Pinneberg durch und trafen im Viertelfinale auf den 1. Göppinger SV. Das Hinspiel im Göppingen ging mit 0:7 verloren, Arminia gewann das Rückspiel im eigenen Stadion „nur“ mit 5:0. 1973 stieg Arminia aus der Landesliga ab und wurde prompt in die Bezirksliga durchgereicht. Seit dem Abstieg im Jahr 2010 spielte sie in der 1. Kreisklasse Hannover-Stadt. Von 2014 bis 2023 war jedoch keine zweite Mannschaft mehr gemeldet. Seit der Saison 2023/24 hat Arminia wieder eine zweite Herrenmannschaft, die in der ersten Saison in der 4. Kreisklasse startete und aktuell in der 3. Kreisklasse spielt.

### Jugendfußball
Die männliche A-Jugend von Arminia Hannover konnte sich zweimal für die deutsche Fußballmeisterschaft der A-Junioren qualifizieren. Während die kleinen Arminen 1978 noch in der ersten Runde am 1. FC Köln scheiterten, wurde zwei Jahre später das Halbfinale erreicht. Hier kam das Aus nach Siegen über Rot-Weiss Essen und Blau-Weiß 90 Berlin durch den FC Schalke 04.
Die männliche B-Jugend nahm gar dreimal an den deutschen Meisterschaften teil. Bei der ersten Teilnahme 1979 erreichte Arminia über die Stationen Fortuna Düsseldorf und Borussia Dortmund das Halbfinale, in dem sich Blau-Weiß 90 Berlin durchsetzen konnte. Ein Jahr später setzte sich Arminia zunächst gegen Concordia Hamburg durch und scheiterte im Viertelfinale an Fortuna Düsseldorf. Bei der letzten Teilnahme 1982 kam das Aus in der ersten Runde gegen den VfR Neumünster.

### Frauenfußball
1977 gewann die Frauenmannschaft des SV Arminia den Niedersachsenpokal. Seit dem Aufstieg im Jahr 2011 spielt die Mannschaft in der Kreisliga Hannover. Drei Jahre später wurden Arminias Frauen Vizemeister hinter der SG Mellendorf/Resse.

## Andere Sportarten
Neben Fußball wird im Verein auch American Football (Hannover Spartans), Futsal, Handball, Inline-Skaterhockey, Pokern, Tennis und Tischtennis gespielt. Bereits um 1918 wurde die Tennissparte gegründet, während damals auch die heute nicht mehr existierenden Abteilungen für Feldhandball, Hockey, Schlagball und Leichtathletik in das Programm aufgenommen wurden. Das Wappen des HC Hannover erinnert heute noch daran, dass die Hockeyspieler 1923 mit diesem ihren eigenen Verein gründeten. Zwischen 1925 und 1930 kam die Tischtennisabteilung hinzu. Ab 1931 existierte eine Damenabteilung. Der Feldhandball-Männermannschaft gelang zur Spielzeit 1938/39 der Aufstieg in die erstklassige Handball-Gauliga Niedersachsen. 1970 wurden Frauen erneut im Verein aktiv und bildeten auch in der Paradedisziplin des Klubs eine Mannschaft. Nach dem Aufstieg der Fußball-Frauenmannschaft 1990/91 in die Bezirksliga sowie der Bezirksmeisterschaft trat man 1992/93 in einer Spielgemeinschaft mit dem Lehrter SV an. Nach einer Saison ruhte der Spielbetrieb jedoch, da nicht genügend Spielerinnen zusammenkamen. Die jüngsten Abteilungen des Vereins sind die American-Football-Abteilung, die 2006 die Nachfolge der insolventen Hannover Musketeers als Arminia Spartans antraten und dieser Sportart mit dem Rudolf-Kalweit-Stadion ein attraktives Sportfeld bietet sowie seit 2009 die Inline-Skaterhockey-Abteilung Hannover Hotshots und seit 2010 die Futsal-Abteilung. Seit dem 1. Oktober 2012 hat der SV Arminia Hannover als erster Verein Deutschlands neben den bereits etablierten Sportarten eine eigenständige Pokersparte eingeführt.